# Ames (Texas)
Ames is een plaats (city) in de Amerikaanse staat Texas, en valt bestuurlijk gezien onder Liberty County.

## Demografie
Bij de volkstelling in 2000 werd het aantal inwoners vastgesteld op 1079.
In 2006 is het aantal inwoners door het United States Census Bureau geschat op 1147,.